# Christian Lara
Christian Rolando Lara Anangono (ur. 27 kwietnia 1980 w Quito) piłkarz ekwadorski grający na pozycji ofensywnego pomocnika. Nosi przydomek „Diablito” (Diabełek).

## Kariera klubowa
Lara jest wychowankiem klubu CD El Nacional. W jego barwach zadebiutował w 2000 roku w lidze ekwadorskiej. Liczył sobie wówczas 20 lat. W 2001 roku był już podstawowym zawodnikiem drużyny i zdobył wówczas 14 bramek w lidze. Także w kolejnych latach popisywał się wysoką skutecznością i przez 7 lat gry w Nacionalu zdobył 53 gole w 208 spotkaniach. Największy sukces ze stołecznym klubem osiągnął w 2005 roku, gdy sięgnął po tytuł mistrza kraju. W 2006 roku Lara na krótko trafił do katarskiego zespołu Al-Wakrah, a w 2007 roku wrócił do ojczyzny i podpisał kontrakt z innym czołowym ekwadorskim klubem, LDU Quito.
| Sezon   | Klub           | Kraj    | Rozgrywki                        | Mecze | Bramki |
| ------- | -------------- | ------- | -------------------------------- | ----- | ------ |
| 2000    | CD El Nacional | Ekwador | Campeonato Ecuatoriano de Fútbol | 3     | 1      |
| 2001    | CD El Nacional | Ekwador | Campeonato Ecuatoriano de Fútbol | 31    | 14     |
| 2002    | CD El Nacional | Ekwador | Campeonato Ecuatoriano de Fútbol | 41    | 10     |
| 2003    | CD El Nacional | Ekwador | Campeonato Ecuatoriano de Fútbol | 41    | 9      |
| 2004    | CD El Nacional | Ekwador | Campeonato Ecuatoriano de Fútbol | 37    | 6      |
| 2005    | CD El Nacional | Ekwador | Campeonato Ecuatoriano de Fútbol | 40    | 11     |
| 2006    | CD El Nacional | Ekwador | Campeonato Ecuatoriano de Fútbol | 16    | 2      |
| 2006/07 | Al-Wakrah      | Katar   | Q-League                         | 23    | 8      |
| 2007    | LDU Quito      | Ekwador | Campeonato Ecuatoriano de Fútbol |       |        |
|         |                |         | Łącznie w lidze ekwadorskiej     | 208   | 53     |

## Kariera reprezentacyjna
W reprezentacji Ekwadoru Lara zadebiutował 12 stycznia 2002 roku w wygranym 1:0 spotkaniu z Gwatemalą. W tym samym roku wystąpił w Złotym Pucharze CONCACAF, ale Ekwador zajął tam ostatnie miejsce w grupie.
W 2006 roku Lara został powołany przez selekcjonera Luisa Fernando Suáreza do kadry na Mistrzostwa Świata w Niemczech. Tam wystąpił w dwóch spotkaniach: grupowym przegranym 0:3 z Niemcami i oraz w 1/8 finału przegranym 0:1 z Anglią (0:1).